# Сади (Підляське воєводство)
Сади (пол. Sady) — село в Польщі, у гміні Дорогичин Сім'ятицького повіту Підляського воєводства.
Населення — 146 осіб (2011).
У 1975-1998 роках село належало до Білостоцького воєводства.

## Демографія
Демографічна структура станом на 31 березня 2011 року:
|          | Загалом | Допрацездатний вік | Працездатний вік | Постпрацездатний вік |
| -------- | ------- | ------------------ | ---------------- | -------------------- |
| Чоловіки | 81      | 15                 | 49               | 17                   |
| Жінки    | 65      | 9                  | 35               | 21                   |
| Разом    | 146     | 24                 | 84               | 38                   |